# The Rays
The Rays was een in New York opgerichte Amerikaanse zanggroep, die actief was van 1955 tot begin jaren 1960.

## Bezetting
- Harold Miller[3] (leadzang)
- Walter Ford (tenor)
- David Jones (tenor)
- Harry James (bariton)

## Geschiedenis
Hun eerste opnamen maakten ze bij Chess Records en hun grootste hitsingle was Silhouettes, een nogal rustig doowop-popnummer dat zich in 1957 plaatste in de Billboard Hot 100 (#3) bij Cameo-Parkway na aanvankelijk te zijn uitgebracht bij het kleine XYZ Records. Er werden meer dan een miljoen exemplaren van verkocht, hetgeen leidde tot een gouden plaat. De song werd geschreven door Bob Crewe en Frank Slay jr.. Ze hadden ook de kleine hits Mediterranean Moon bij XYZ Records en Magic Moon.
Ze namen ook de originele versie op van Daddy Cool, die werd gebruikt als deel van een medley met The Girl Can't Help It van Little Richard voor de Britse band The Darts, die zich plaatste in de Britse singlehitlijst (#6) in 1977. De song leende ook zijn naam aan de Australische band Daddy Cool, die de song opnam in 1971.
Silhouettes werd ook uitgebracht door The Diamonds in 1957 (#10) en later in een iets vlottere coverversie door Herman's Hermits in 1965 (#5). Silhouettes werd ook gecoverd door Bob Dylan, maar nog steeds niet uitgebracht, van zijn Basement Tapes-sessies uit de late jaren 1960.

## Discografie

### Singles
- 1957: Silhouettes
- 1960: Mediterranean Moon
- 1961: Magic Moon (Clair de lune)